# Katarzyna Kuczyńska-Budka
Katarzyna Bogna Kuczyńska-Budka (ur. 2 marca 1971 w Gliwicach) – polska dziennikarka, urzędniczka i działaczka samorządowa, od 2024 prezydent Gliwic.

## Życiorys
Uczęszczała do V Liceum Ogólnokształcącego w Gliwicach. W 1996 została absolwentką filologii polskiej na Uniwersytecie Śląskim. Ukończyła także studia podyplomowe z zakresu zarządzania personelem i public relations oraz z samorządu w świetle prawa europejskiego.
Pracowała w lokalnej gazecie w Zabrzu, rozgłośni Radia Plus w Gliwicach, Telewizji Polskiej i „Dzienniku Zachodnim”. Od 2004 była zatrudniona w zabrzańskim magistracie, pracowała jako rzeczniczka prasowa i dyrektorka biura prasowego. Od 2007 kierowała biurem prasowym wojewody śląskiego, a w 2015 została dyrektorką gabinetu marszałka województwa śląskiego. Później pracowała w biurach poselskich Tomasza Olichwera i Marka Gzika.
Dołączyła do Platformy Obywatelskiej. W wyborach samorządowych w 2018 uzyskała mandat radnej Gliwic z wynikiem 2516 głosów. Zasiadała w Komisji Dialogu oraz Komisji Rozwoju Miasta, była także wiceprzewodniczącą Komisji Edukacji, Kultury i Sportu. W wyborach samorządowych w 2024 kandydowała na prezydenta Gliwic z ramienia Koalicji Obywatelskiej, uzyskując w pierwszej turze 38,6% głosów. W drugiej turze zwyciężyła z Mariuszem Śpiewokiem, otrzymując 50,6% głosów. Urząd objęła po złożeniu ślubowania 7 maja 2024. W wyborach tych uzyskała również mandat radnej z najlepszym indywidualnym wynikiem w mieście wynoszącym 4615 głosów (którego nie objęła z uwagi na niepołączalność funkcji).

## Życie prywatne
W 2011 zawarła związek małżeński z Borysem Budką, z którym ma córkę Lenę. Z wcześniejszego związku ma córkę Michalinę.